# Thiếu magnesi
Thiếu magnesi (Magnesium deficiency) là một rối loạn điện giải với hàm lượng magiê thấp trong cơ thể. Thiếu magnesi có thể dẫn đến nhiều triệu chứng. Các triệu chứng gồm có run, điều phối kém, co thắt cơ bắp, chán ăn, thay đổi tính tình và chứng giật cầu mắt. Các biến chứng có thể gồm co giật hoặc ngừng tim, chẳng hạn như ngừng tim do xoắn đỉnh. Những người có hàm lượng magnesi thấp thường kali cũng thấp.
Một số nguyên nhân như chế độ ăn uống không đầy đủ, chứng nghiện rượu, tiêu chảy, tăng mất nước tiểu, ruột kém hấp thu và đái tháo đường. Một số loại thuốc cũng có thể làm mức magnesi giảm xuống như thuốc ức chế bơm proton và furosemide. Chẩn đoán thường dựa trên việc phát hiện mức magnesi trong máu thấp (giảm magnesi huyết). Mức magnesi bình thường nằm trong khoảng 0,6-1,1 mmol/L (1,46–2,68 mg/dL), mức dưới 0,6 mmol/L (1,46 mg/dL) chẩn đoán giảm magnesi huyết. Có thể thấy trên điện tâm đồ (ECG) đặc hiệu.
Điều trị với magiê bằng đường uống hoặc tiêm tĩnh mạch. Đối với những người có triệu chứng nghiêm trọng, magiê sulfat tiêm tĩnh mạch có thể được dùng tới. Kali thấp hoặc calci thấp kèm theo cũng nên được điều trị. Tình trạng này khá thường gặp ở những bệnh nhân ở trong bệnh viện.
Thiếu magnesi ở người được mô tả lần đầu tiên trong các tài liệu y khoa vào năm 1934.